# Castello di Les Baux-de-Provence
Il castello di Les Baux-de-Provence è un castello medievale situato nell'omonima cittadina, a venti chilometri da Avignone, in Provenza, in Francia. Il sito rientra nell'elenco dei monumenti storici del Paese e si estende su una superficie superiore a sette ettari. Di particolare rilievo è il torrione difensivo, costruito nel XII secolo.

## Riferimenti artistici
Al castello, al suo signore e ai cavalieri che abitavano le sue sale, si è ispirata la canzone Il Signore di Baux scritta nel 1979 da Angelo Branduardi, contenuta nell'album Cogli la prima mela dello stesso anno.
1. ↑   Château des Baux de Provence, su avignon-tourisme.com. URL consultato il 2 maggio 2024.